# Ferrol–Gijón-vasútvonal
A Ferrol–Gijón-vasútvonal egy 269 km hosszúságú, 1000 mm-es nyomtávolságú, egyvágányú, részben 1500 V egyenárammal villamosított vasútvonal Spanyolországban Ferrol és Gijón között. 1972-ben adták át a forgalomnak. Tulajdonosa az ADIF, a járatokat az Renfe üzemelteti.